# Сазерленд, Эфуа Теодора
Эфуа Теодора Са́зерленд (англ. Efua Theodora Sutherland; 27 июня 1924, Кейп-Кост, Золотой Берег, Британская империя — 21 января 1996, Аккра, Гана) — ганская писательница, драматург, поэтесса, театральный и общественный деятель, исследовательница, учительница.
Творческая деятельность Сазерленд, совпавшая с началом периода независимости Ганы и правлением Кваме Нкрумы, транслирует её идеи о необходимости надэтнической культурной идентичности Ганы и соединения современной и традиционной культур. Она придумала театральный жанр анансегоро, основанный на фольклоре народов акан. Её пьесы и организованные ей театральные проекты оказали большое влияние на становление современного ганского театра.

## Биография
Эфуа родилась в 1924 году в городе Кейп-Кост британской колонии Золотой Берег в семье народа фанти. Её отец, Гарри Питер Морг, был преподавателем английского, некоторое время работал в Академии Аккры. Мать, Гарриет Эфуа Мария Паркер, наследница семьи вождей ашанти, умерла в 18 лет, когда дочери было всего несколько месяцев. Её воспитывала бабушка Араба Манса, работавшая пекарем. Эфуа училась в Государственной школе для девочек, а затем в школе Святой Моники в Кейп-Косте. В последней она выиграла стипендию на обучение в Колледже Святой Моники в Асанте Мампонг. В течение некоторого времени Эфуа так увлекалась религией, что была готова поехать на монастырское обучение в Великобританию, но в эти планы вмешалась её бабушка.
С 18 лет Эфуа преподавала в начальной школе и в Колледже Святой Моники. В 1947 году она поехала в Великобританию, где получила степень бакалавра в Хомертон-колледже в Кембридже, после чего ещё год обучалась в Школе восточных и африканских исследований Лондонского университета, специализируясь на английском и африканских языках и театральном искусстве. По возвращении в Аккру в 1951 году она начала работать школьной учительницей. В 1954 году она вышла замуж за Уильяма Сазерленда, который в 1951—1957 годах работал над основанием средней школы в городе Тсито в регионе Вольта. Часть этого периода Эфуа провела с ним, помогая в организации школы.
В 1957 году, после обретения независимости Ганы, Сазерленд стала соорганизатором Общества писателей Ганы (англ. Ghana Society of Writers), в 1961 году — соорганизатором издательства литературного журнала Okyeame. В 1958 году она участвовала в Конференции писателей стран Африки и Азии в Ташкенте в качестве главы делегации Ганы. По её воспоминаниям, для неё было большим разочарованием увидеть, что секция африканской литературы состояла всего из нескольких стеллажей.
В 1958 году Сазерленд организовала в Аккре театральное объединение The Experimental Theatre Players, которое за неимением резиденции репетировало в будке морских скаутов на пляже Аккры. В 1960 году благодаря финансированию от Фонда Рокфеллера и фонда Fund for Tomorrow и гранту от ганского правительства объединение было преобразовано в организацию Ghana Drama Studio (с англ. — «Ганская студия драмы») для обучения и совместной работы писателей и драматургов. По словам Сазерленд, она хотела создать сообщество писателей в стране, только что приобретшей независимость. В октябре 1961 года открылось здание организации в центре Аккры. Здание было спроектировано как театр под открытым небом, чтобы в большей степени напоминать традиционные театральные пространства в культурах Африки, в противовес европейским зданиям, по образцу которых в то время было построено большинство театров Ганы, его строительство обошлось в 8500 фунтов стерлингов. По словам Сазерленд, ей хотелось, чтобы здание было не только пространством для спектаклей, но и символом: «…чем-то осязаемым, на что люди могли бы показать пальцем и сказать: „Здесь находится африканская драматургия“». Пьесы, которые публиковались от её имени, были плодом совместной работы участников театральных объединений.
В 1963 году студия стала частью нового Института африканистики Университета Ганы, а Сазерленд была приглашена в Школу театральных искусств Университета. Там она работала над исследованиями и практикой театра Африки с другими драматургами, в том числе с Джо де Графтом. Она также занималась исследованиями ганской традиционной культуры и способов её взаимодействия с современным театром и путешествовала по Гане, собирая фольклор. Результатом этих исследований стал изобретённый ей театральный формат анансегоро, построенный вокруг элементов ганского фольклора. В 1967 году в деревне Экумфи-Атвиа в рамках проекта «Экспериментальный общественный театр Атвиа» она основала Kodzidan, «дом для рассказывания историй». Процесс организации был запечатлён в документальном фильме Araba: The Village Story, снятом телекомпанией ABC. В 1968 году Сазерленд основала путешествующую театральную группу Kusum Agoromba, которая ставила спектакли на языке акан. Она также работала над проектом Children’s Drama Development Project (с англ. — «Проект развития детского театра»), в рамках которого писались и публиковались детские пьесы. В начале 1970-х Сазерленд основала издательство Afram Publications Ghana.
В 1979 году Сазерленд стала одной из основательниц Национального комитета Ганы по правам детей (англ. Ghana National Committee on Children), с 1983 по 1990 годы была его председательницей (в конце её срока Гана стала первой страной в мире, ратифицировавшей Конвенцию о правах ребёнка). Она также работала в некоторых других комитетах по делам детей, в том числе в Национальном комитете ЮНЕСКО. В 1984 году Сазерленд уволилась из университета. В 1985 году Ghana Drama Studio была перенесена в кампус университета в Легоне, пригороде Аккры, и названа в её честь. На прежнем месте был построен Национальный театр Ганы. Несмотря на это, Сазерленд ни разу не побывала ни в новом здании студии, ни в Национальном театре. Она, как и некоторые её соратники, негативно отнеслась к переносу организации в помещение, построенное по европейскому образцу, и, по её мнению, не подходящее для экспериментального театра.
Эфуа Сазерленд умерла в Аккре 21 января 1996 года.

## Творчество
Сазерленд писала на языке акан и на английском, а её работы часто поднимали политические темы, актуальные для Ганы. На неё и её творчество сильно повлияли деколонизация и признание независимости Ганы в 1961 году. Культурный национализм стал одной из главных идей, которые она выражала в своих работах. В ранних пьесах Foriwa и Edufa затрагивались проблемы, связанные с новоприобретённой независимостью страны. Foriwa, впервые поставленная в 1962 году, рассказывает историю города на юге Ганы, погрязшего в невежестве и отсталости из-за нежелания старшего поколения приспосабливаться к современности. Протагонисты пьесы — Лабаран, образованный выходец из северных регионов Ганы, и Форива, дочь королевы-матери города — совместными усилиями возрождают город. Через сюжет пьесы Сазерланд обращается к необходимости новой национальной идеи, которая бы поощряла открытость новому и взаимосотрудничество между народами Ганы.
Edufa также исследует тему конфликта между традиционализмом и прогрессом. Пьеса рассказывает об успешном торговце Эдуфе, который боится смерти, предсказанной ему оракулом, и пытается обмануть свою жену, чтобы она умерла вместо него, исполнив предсказание. В конце концов Эдуфа раскаивается, избавляясь от рационального страха перед смертью, и пытается провести церемониальный обряд погребения на себе, чтобы спасти жену. Сюжет Edufa отсылает к трагедии «Алкеста» Еврипида. Сазерленд смешивает традиционные обряды гадания с европейскими мифологическими сюжетами.
В 1960-х годах Сазерленд изобрела экспериментальный театральный формат, основой которого стали «анансесем» — традиционные устные детские сказки о пауке-трикстере Ананси, мифологическом и фольклорном персонаже народов акан. Новый формат она назвала «анансегоро». В такой пьесе рассказчик играет роль связующего звена между аудиторией и актёрами: как и сказочник, он двигает историю вперёд, комментирует происходящее, поясняя истинные мотивы и мысли персонажей. Ключевым элементом анансегоро является взаимодействие рассказчика и актёров со зрителями — они разговаривают и вместе поют. Ананси в ганском фольклоре выполняет функцию трикстера, этот же образ сохраняется в анансегоро. По задумке Сазерленд, он — медиум, через который общество может критиковать само себя, а истории анансегоро — притчи, в которых Ананси принимает сомнительные с этической точки зрения решения.
В жанре анансегоро написана последняя большая работа Сазерленд, The Marriage of Anansewa (с англ. — «Свадьба Анансевы»), впервые поставленная в 1975 году. Пьеса рассказывает историю Джорджа Квеку Ананси, который пытается обручить свою дочь, Анансеву, сразу с четырьмя вождями. Когда каждый из четырёх вождей влюбляется в изображение Анансевы, Ананси приходится сымитировать смерть своей дочери, чтобы избежать конфликта. В конце концов Анансева выходит замуж за одного из вождей, оставляя Ананси разбираться со своими проблемами.
Также Сазерленд писала детские пьесы, которые были позже поставлены в театрах и транслировались по радио в Гане. Многие её рассказы — ритмичные поэмы в прозе. Среди её работ иллюстрированные эссе Playtime in Africa и The Roadmakers, анимационные пьесы Vulture! Vulture! и Tahinta (обе впервые поставлены в 1968 году) и пьеса Nyamekye, отсылающая к «Алисе в стране чудес» Льюиса Кэрролла. В 1983 году была опубликована её книга The Voice in the Forest, сборник ганского фольклора.

## Взгляды

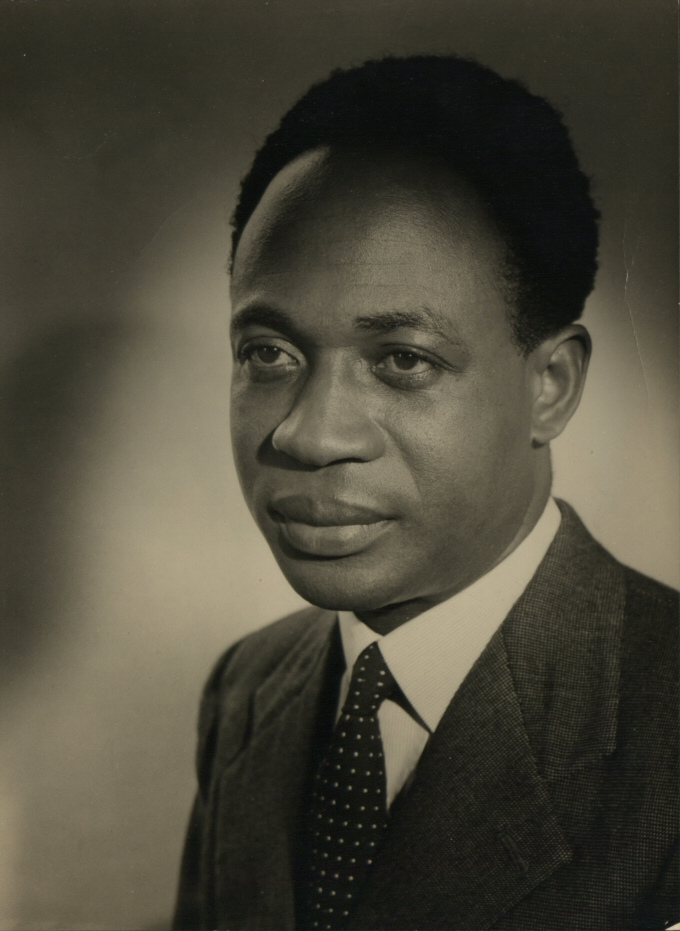
Первый президент Ганы Кваме Нкрума, который поддерживал деятельность Сазерленд

В своих пьесах Сазерленд транслировала идею необходимости надэтнического единства ганского общества. Этим её работы идейно похожи на творчество Амы Аты Айду, другой ганской писательницы и драматурга того времени, и отличаются от творчества драматурга Джо де Графта, который исследовал в пьесах наследие колониализма в ганском обществе, а не способы создания национальной идентичности.
Сазерленд считала одним из элементов такого надэтнического единства английский язык. Она поддерживала точку зрения, по которой английский язык необязательно должен быть символом колониального прошлого, а может, напротив, стать объединяющим языком для полиэтничного населения Ганы. Например, язык тви в её пьесах используется только для выражения экспрессии.
Взгляды Сазерленд отражали постколониальную культурную политику первого президента Ганы Кваме Нкрумы. Нкрума публично поддерживал её деятельность по развитию театра в стране и его националистический курс: здание Ghana Drama Studio в Аккре было построено на деньги в том числе и ганского правительства, сам Нкрума участвовал в торжественной церемонии его открытия. Писательница, в свою очередь, разделяла его идеи, поддерживая проводимую в стране культурную политику. В эссе The Second Phase of the National Theatre Movement in Ghana (с англ. — «Вторая фаза национального театрального движения Ганы»), опубликованном в 1965 году, Сазерленд заявила, что ганский театр «только начинает приобретать дух, к которому стремятся некоторые важные заявления и действия президента Ганы». Тем не менее, свержение Нкрумы в результате переворота в 1966 году практически не отразилось в её творчестве: например, в пьесе The Marriage of Anansewa, поставленной через девять лет после переворота, не прослеживается никакой связи с политическими изменениями в Гане.

## Влияние
Эфуа Сазерленд считается одним из самых выдающихся ганских и африканских драматургов. Её деятельность положила начало современной драматургии в Гане, её называли «матерью ганского театрального движения». Она исследовала и формализовала «народный театр», сыгравший значительную роль в развитии ганского театра. По выражению драматурга Нгуги Ва Тхионго, театр Сазерленд «черпал вдохновение из крестьянства», его идеей было воссоединение зрителя с традиционной культурой и реинтерпретация традиций в современном мире. Ghana Drama Studio повлияла на становление современного театра и в соседней Нигерии: молодые нигерийские авторы приезжали в Аккру, чтобы учиться и работать; нигерийский драматург Воле Шойинка регулярно посещал студию. Из театральных проектов Сазерленд вышли некоторые известные ганские драматурги и писатели: Ама Ата Айду была её помощницей в Школе театральных искусств Университета Ганы в конце 1960-х, а драматург Мохаммед бен Абдаллах был актёром в объединении Kusum Agoromba.
Вместе с тем взаимоподдержка театра и политики привели к тому, что культурный нарратив, выстраиваемый Сазерленд, стал доминирующим. Используемые ей идеи и приёмы стали основополагающими для ганского театра, затруднив творческое развитие в других направлениях. После свержения Нкрумы некоторые молодые авторы начали подвергать сомнению культурный нарратив, выстроенный Сазерленд и Нкрумой в первые годы независимости Ганы и даже высмеивали её доминирующее положение в театральной культуре страны. В романе Fragments писателя Айи Квеи Армы есть персонаж, прототипом которого стала Сазерленд. Она описывается как манипулятор, использующий иностранное финансирование и постколониальный дискурс в своих целях: 
Она расскажет американцам, что это она научила вас, как писать. Или, если это уже слишком, она скажет, что она вас поддерживала, вдохновляла, что угодно, и получит ещё больше денег, чтобы продолжать хорошую работу. Она как сладкий яд.
Оригинальный текст (англ.)She’ll tell the Americans it was she who taught you to write. Or if that’s too much she’ll say she encouraged you, inspired you, anything, and she’ll get more money to continue the good work. She’s some sweet poison.
Несмотря на это, более поздняя драматургия Ганы, отклоняясь от идеологического курса Сазерленд, использует выработанные ей приёмы соединения традиционной культуры с театральным форматом.
Кроме того, Сазерленд придумала жанр анансегоро, ставший визитной карточкой театра Ганы. Это вдохновило множество авторов в разных странах Африки на использование вариаций анансегоро в драматургии.
В честь Сазерленд был назван Детский парк в Аккре, расположенный напротив здания Национального театра.
27 июня 2018 года, в 94-летний день рождения уже умершей Сазерленд, на сайте поисковой системы Google в рамках проекта Google Doodle отображался специальный логотип, посвящённый её памяти.

## Семья
Сазерленд была замужем за афроамериканцем Уильямом Сазерлендом, который жил в Гане. У них родилось трое детей: Эси Рейтер, исследовательница и активистка, Ральф Гьян и Муриэль Амови.

### Комментарии
1. ↑  Her mother, Harriet Efua Maria Parker, was from the royal families of Gomua Brofo and Anomabu, particularly the branch founded by Barima Ansaful at Gyegyano, Cape Coast[4].